# F이론
끈 이론에서 F이론(F理論, 영어: F-theory)은 ⅡB종 초끈 이론의 축소화를 나타내는 이론이다. 이란인 이론 물리학자 캄란 바파가 1996년에 발표하였다. 형식적으로는 12차원 이론이나, 이는 축소화를 하지 않고는 일관적이지 않다. F이론을 사용하여 ⅡB종 초끈 이론의 수많은 축소화를 계산할 수 있고, 이들 가운데 상당수는 현상론적으로 중요하다.

## 정의
10차원에 존재하는 ⅡB종 끈 이론은 SL(2;ℤ) S-이중성을 가진다. 이 이중성은 12차원의 F이론을 원환면 {\displaystyle \mathbb {T} ^{2}}에 축소화하여 생긴 것으로 해석할 수 있다. 이렇게 해석하면, 원환면의 모양을 나타내는 복소구조 모듈라이 {\displaystyle \tau }를 라몽-라몽 장 (액시온) {\displaystyle C_{0}}와 딜라톤 {\displaystyle \Phi }의 합
{\displaystyle \tau =C_{0}+\mathrm {i} \exp(-\Phi )}
로 해석할 수 있다. 이 복소수 값 스칼라장을 액시오딜라톤(영어: axiodilaton)이라고 한다. 그러나 원환면의 크기를 나타내는 켈러 모듈라이에 해당하는 장은 존재하지 않는다. 즉, ⅡB종 끈 이론은 F이론을 “크기가 0인 원환면”에 축소화한 것으로 해석할 수 있다.
보다 일반적으로, F이론은 원환면의 복소구조 모듈라이 공간({\displaystyle \mathbb {C} /SL(2,\mathbb {Z} )})의 다발 구조를 갖춘 칼라비-야우 다양체에 축소화할 수 있다. 다발의 특이올(singular fibre)은 D7-막의 존재를 나타낸다. 따라서 F이론은 ⅡB종 끈 이론의 액시온과 딜라톤, D7-막의 배열을 기하학적인 데이터로 나타낸 이론이다.
| F이론                                                                                          | ⅡB 초끈 이론                                                                 |
| ---------------------------------------------------------------------------------------------- | ---------------------------------------------------------------------------- |
| 타원 곡선 올의 올뭉치 {\displaystyle \Sigma \hookrightarrow E\twoheadrightarrow M} 위의 축소화 | 다양한 액시온·딜라톤·D7-막이 존재하는 {\displaystyle M} 위의 비섭동적 축소화 |
| 타원 곡선의 복소수 모듈라이 {\displaystyle \tau \in \mathbb {C} ,\;\operatorname {Im} \tau >0} | 액시오딜라톤 {\displaystyle C_{0}+\mathrm {i} \exp(-\Phi )}                  |
| 타원 곡선 올의 SL(2;ℤ) 모듈러 변환                                                             | SL(2;ℤ) S-이중성                                                             |
| 타원 곡선 올이 퇴화하는 복소수 3차원 부분 다양체                                               | D7-막 및 일반적 {\displaystyle (p,q)} 7-막                                   |

## 성질
ⅡA 초끈 이론은 M이론을 원 위에 콤팩트화하여 얻을 수 있지만, ⅡB 초끈 이론은 (추가로 콤팩트화한 뒤 T-이중성을 사용하지 않고는) M이론에서 직접적으로 콤팩트화하여 얻을 수 없다. 그러나 F이론을 원환면 위에 축소화하면 ⅡB 초끈 이론을 얻으며, ⅡB 초끈 이론의 SL(2;ℤ) S-이중성은 원환면의 사상류군에 대응한다.
4차원 {\displaystyle {\mathcal {N}}=1} 초대칭 이론을 얻기 위해서는 ⅡB 초끈 이론을 복소수 3차원 칼라비-야우 다양체에 축소화하거나, 보다 일반적으로 F이론을 복소수 4차원 칼라비-야우 다양체 위에 축소화하면 된다. 후자는 ⅡB 초끈 이론을 3차원 칼라비-야우 다양체보다 더 일반적인 공간에 축소화하는 것으로 해석할 수 있다. 이렇게 하면, 4차원에서 E8 등의 게이지 군을 만들 수 있다.

### М이론과의 관계
ⅡB 초끈 이론은 M이론으로부터 다음과 같이 얻어진다.
1. M이론을 원환면 {\displaystyle \mathbb {S} _{\text{M}}^{1}\times \mathbb {S} _{\text{T}}^{1}} 위에 축소화한다.
2. 원 {\displaystyle \mathbb {S} _{\text{T}}^{1}}에 T-이중성을 가하여 새 원 {\displaystyle {\mathbb {S} _{\text{T}}^{1}}'}을 얻는다.
3. 이제, 원환면 {\displaystyle \mathbb {S} _{\text{M}}^{1}\times \mathbb {S} _{\text{T}}^{1}}에서, 모양(복소구조)은 보존하지만 그 넓이를 0으로 보내는 극한을 취한다. 이 경우 원환면의 복소구조 모듈라이 {\displaystyle \tau }는 ⅡB 닫힌 끈 결합 상수와 같음을 알 수 있다.

이제, 이 과정을 일반화하여, M이론을 복소수 {\displaystyle n}차원의 칼라비-야우 다양체 {\displaystyle \mathbb {R} ^{11-2n}\times X_{n}}에 축소화하고, 이 칼라비-야우 다양체가 타원 곡선 올뭉치(예를 들어, 타원 곡면) {\displaystyle X_{n}\twoheadrightarrow Y_{n-1}}을 이룬다고 하자. 그렇다면, 타원 곡선 올뭉치의 타원 곡선 올들의 복소수 모듈라이를 고정시킨 체 그 넓이를 0으로 보내는 극한을 취하자. 그렇다면, T-이중성에 따라서 새 차원이 생겨, {\displaystyle \mathbb {R} ^{11-2n}\times \mathbb {R} \times Y} 위의 이론을 얻는다. 이는 “12차원”의 F이론으로 여길 수 있다.
ⅡA 초끈 이론의 D6-막은 M이론의 KK 들뜬 상태이므로, 기하학적 데이터로 주어진다. 이는 T-이중성 아래 ⅡB 초끈 이론의 D7-막이 된다. 즉, 이는 F이론에서 타원 곡선 올이 퇴화하는 기하학적 데이터로 주어짐을 알 수 있다.

### ⅡB 초끈 이론과의 관계
ⅡB 초끈 이론의 섭동 이론이 유효하려면, 끈 결합 상수가 거의 어디서나 매우 작아야 한다. 이 경우, 결합 상수가 작지 않은, 복소수 여차원 1(실수 여차원 2)의 자취(영어: locus)는 ⅡB 초끈 이론의 D7-막에 해당한다. 이러한 극한을 센 극한(সেন極限, 영어: Sen limit)이라고 한다.
구체적으로, 가장 간단한 축소화인 복소수 사영 직선 (리만 구)
{\displaystyle \mathbb {P} _{\mathbb {C} }^{1}=\operatorname {Proj} \mathbb {C} [u,v]}
위의 축소화를 생각하자. 그렇다면, 그 위의 타원 곡선 올뭉치인 타원 곡면은 복소수 가중 사영 공간
{\displaystyle \mathbb {P} _{\mathbb {C} }^{1,2,3}=\operatorname {Proj} \mathbb {C} [z,x,y]\cong \mathbb {P} ^{2}/\operatorname {Sym} (3)}
{\displaystyle \deg u=\deg v=\deg z=1}
{\displaystyle \deg x=2}
{\displaystyle \deg y=3}
을 정의하면,
{\displaystyle \mathbb {P} _{\mathbb {C} }^{1}\times \mathbb {P} _{\mathbb {C} }^{1,2,3}}
속의 대수 곡면으로, {\displaystyle [u:v]}에서 그 올은 일반적으로 다음과 같은 꼴이다.:(7)
{\displaystyle \Sigma _{[u:v]}=\operatorname {Proj} {\frac {\mathbb {C} [x,y,z]}{y^{2}+a_{1}(u,v)xyz+a_{3}(u,v)yz^{3}-x^{3}-a_{2}(u,v)x^{2}z^{2}-a_{4}(u,v)xz^{4}-a_{6}(u,v)z^{6}}}}
여기서 {\displaystyle a_{i}(u,v)}는 {\displaystyle 2i}차 동차 다항식이며, 따라서 {\displaystyle \mathbb {P} _{\mathbb {C} }^{1}}의 표준 가역층 {\displaystyle {\mathcal {K}}}의 거듭제곱 {\displaystyle {\mathcal {K}}^{-n}}의 단면을 정의한다.
이 경우, 타원 곡선의 모듈라이 {\displaystyle \tau }는 다음과 같이 j-불변량으로 주어진다.
{\displaystyle b_{2}=a_{1}^{2}+4a_{-}2}
{\displaystyle b_{4}=a_{1}a_{3}+2a_{4}}
{\displaystyle b_{6}=a_{3}^{2}+4a_{6}}
{\displaystyle f_{4}={\frac {24b_{4}-b_{2}^{2}}{48}}}
{\displaystyle g_{6}={\frac {216b_{6}-36b_{4}b_{2}+b_{2}^{3}}{864}}}
{\displaystyle j(\tau )={\frac {4(24f_{4})^{3}}{4f_{4}^{3}+27g_{6}^{2}}}}
D7-막은 {\displaystyle j(\tau )=\infty }인 곳, 즉 모듈러 판별식이 0인 곳
{\displaystyle 0=\Delta (\tau )=4f_{4}^{3}+27g_{6}^{2}}
이다. 이는 {\displaystyle [u:v]}에 대한 24차 다항식이다 (즉, 가역층 {\displaystyle {\mathcal {K}}_{\mathbb {P} _{\mathbb {C} }^{1}}^{-24}}의 단면이다). 따라서 리만 구 위에 24개의 D7-막이 존재함을 알 수 있다.
이 수는 ⅡB 초끈 이론에서 다음과 같이 계산할 수 있다. D7-막은 10차원 초중력의 해로서 여차원 평면에 {\displaystyle 2\pi /12} 라디안의 부족각(不足角, 영어: deficit angle)을 갖는다. 따라서, 리만 구를 이루기 위한 부족각 {\displaystyle 4\pi } 라디안을 채우려면 24개의 D7-막이 필요하다. 
일반적으로, {\displaystyle \mathbb {P} ^{1}} 위의 타원 곡면의 특이올은 고다이라 구니히코가 발견한 ADE 분류를 가지며, 이 경우 특이점 근처에서 모듈라이 {\displaystyle \tau }의 SL(2;ℤ) 모노드로미를 계산할 수 있다. 이 특이점들은 ⅡB 초끈 이론의 7-막에 해당한다. 이러한 7-막들은 액시오딜라톤의 SL(2;ℤ) 모노드로미에 의하여 분류되며, D7-막에 S-이중성을 가하여 얻는다. 이 경우, 모노드로미에 의한 7-막의 분류는 특이올의 고다이라 분류와 일치한다. 이 경우, 7-막 사이를 잇는 {\displaystyle (p,q)}-끈(기본 끈과 D1-막이 겹친 상태)들의 무질량 진동 모드는 ADE 분류에 대응되는 딘킨 도표의 단순 리 군의 딸림표현을 이루며, 따라서, 이러한 축소화의 저(低)에너지 양자장론은 이러한 게이지 군의 양-밀스 이론을 포함하게 된다.
ⅡB 초끈 이론 섭동 이론이 유효하려면, 끈 결합 상수가 거의 어디서나 매우 작아야 한다. 이는 {\displaystyle \tau }가 i∞인 것, 즉 j-불변량이 ∞가 되는 것이다. 이를 위하여, 센 극한은
{\displaystyle a_{3}\mapsto \epsilon a_{3}}
{\displaystyle a_{4}\mapsto \epsilon a_{4}}
{\displaystyle a_{6}\mapsto \epsilon a_{6}}
으로 치환했을 때 {\displaystyle \epsilon \to 0} 극한으로 정의된다. 그렇다면, 모듈러 판별식과 j-불변량은
{\displaystyle \Delta (\tau )=-{\frac {1}{4}}\epsilon ^{2}b_{2}(b_{2}b_{6}-b_{4}^{2})+{\mathcal {O}}(\epsilon ^{3})}
{\displaystyle j(\tau )=\epsilon ^{-2}{\frac {b_{2}^{4}}{b_{2}b_{6}-b_{4}^{2}}}+{\mathcal {O}}(\epsilon ^{-1})}
이다. 이 경우,
- {\displaystyle b_{2}=0}인 곳은 ⅡB 초끈 이론에서 O7-평면에 해당한다.
- {\displaystyle b_{2}b_{6}-b_{4}^{2}=0}인 곳은 ⅡB 초끈 이론에서 D7-막에 해당한다.

## 역사
1996년에 캄란 바파가 발표하였다. 이름에서 ‘F’는 ‘근본적’(fundamental), ‘아버지’(father) 등으로 해석될 수 있으며, 먼저 발표된 M이론과 유사하게 명명한 것이다.

## 같이 보기
- 딜라톤
- 액시온
- M이론